# Baillet-en-France
Baillet-en-France egy község Franciaországban. Lakosainak száma 1947 fő (2022. január 1.).

## Földrajza
Baillet-en-France Montsoult, Attainville, Bouffémont, Chauvry és Moisselles községekkel határos.

## Népessége
| Lakosok száma | 2026 | 2014 | 2013 | 1957 | 1928 | 1899 | 1893 | 1893 | 1947 |
|               | 2013 | 2015 | 2016 | 2017 | 2018 | 2019 | 2020 | 2021 | 2022 |